# 닌자 가이덴 4
닌자 가이덴 4(Ninja Gaiden 4)는 팀 닌자와 플래티넘게임즈가 공동 개발하고 엑스박스 게임 스튜디오가 배급하는 예정된 액션 어드벤처 게임이다. 이 게임은 코에이 테크모의 닌자 가이덴 시리즈의 7번째 주요 게임이며, 닌자 가이덴 3 (2012)의 직접적인 속편이다. 이 게임은 주로 야쿠모라는 새로운 캐릭터를 중심으로 진행되지만, 시리즈의 주인공 류 하야부사도 플레이 가능하며 스토리에서 중요한 역할을 한다. 닌자 가이덴 4는 2025년 말에 플레이스테이션 5, Windows, Xbox Series X/S로 전 세계 출시될 예정이다.

## 개요
닌자 가이덴 4는 닌자 가이덴 3 이후 "상당한 시간이 흐른" 가까운 미래의 도쿄를 배경으로 한다. 이 도시는 닌자 가이덴 (2004)에 등장했던 다크 드래곤 블레이드의 배후에 있는 악의적인 존재이자 닌자 가이덴: 드래곤 소드 (2008)의 주요 적대자인 다크 드래곤의 귀환으로 혼돈에 빠진다. 지하 세계의 영향으로 도시는 비가 내리는 사이버펑크적인 미학을 띠게 된다. 감독에 따르면, 이러한 불안한 환경은 게임의 핵심 테마와 "역경"이라는 주요 개념에 더해진다.
새로운 주인공인 젊은 닌자 야쿠모는 새로운 플레이어들이 게임에 더 쉽게 접근할 수 있도록 소개되었다. 그는 "블러드레이븐 형태"를 사용하여 자신의 피와 적의 피를 조작하여 많은 적을 한 번에 쓰러뜨리는 강력한 무기를 만든다. 베테랑 류 하야부사는 야쿠모에게 "주요 도전이자 성장 이정표" 역할을 하며, 스토리 전반에 걸쳐 플레이 가능하며 이전 등장작들과 유사한 동작 세트와 도구를 사용한다. 또한 이즈나 드롭과 플라잉 스왈로우와 같은 시리즈의 상징적인 기술들은 두 캐릭터 모두에게 제공된다.

## 개발
시리즈 개발사인 팀 닌자는 마지막 주요 게임 출시 이후 늘어나는 공백과 팬들의 요청 속에서 닌자 가이덴을 다시 선보이기를 원했다. 코에이 테크모의 사장 코이누마 히사시와 플래티넘게임즈의 CEO 이나바 아쓰시의 긴밀한 관계의 결과로 두 회사는 협력 가능성을 모색하기 시작했다. 필 스펜서 마이크로소프트 게이밍 CEO의 지원을 받아, 그들은 새로운 닌자 가이덴 타이틀 작업을 시작했다.
이 게임은 팀 닌자 총괄이자 닌자 가이덴 3 공동 감독인 야스다 후미히코와 플래티넘게임즈의 나카오 유지가 제작했다. 나카오는 또한 팀 닌자의 히라야마 마사카즈와 함께 이 타이틀을 감독했다. 엑스박스 게임 스튜디오는 닌자 가이덴 IP 소유자인 코에이 테크모와 파트너십을 맺고 이 게임을 전 세계에 배급하기로 했다. 이 회사는 이전에 엑스박스 360용으로 닌자 가이덴 II (2008)를 출시했으며, 취소된 액션 롤플레잉 게임 스케일바운드에서 플래티넘게임즈와 협력한 바 있다.

## 출시
닌자 가이덴 4는 2025년 1월 23일 엑스박스 개발자 다이렉트 비디오 프레젠테이션에서 닌자 가이덴 2 블랙과 함께 발표되었다. 이 게임은 2025년 3/4분기에 플레이스테이션 5, Windows, Xbox Series X/S로 출시될 예정이며, 출시 첫날부터 엑스박스 게임 패스 구독에 포함될 예정이다.